# Javier Pérez González
Javier Pérez González   (Bilbao, 31 de desembre de 1968) és un artista plàstic contemporani, escultor i dibuixant basc, que també ha experimentat amb el vídeo, la fotografia i la instal·lació artística. Resideix i treballa a Barcelona

## Biografía i trajectòria
Va néixer a Bilbao el 31 de desembre de 1968, on els seus pares, d'origen gallec, s'havien traslladat per a exercir com a mestres. És el menor de tres germans.
En finalitzar l'educació secundària, va iniciar la seva formació artística en la Facultat de Belles Arts de la Universitat del País Basc  (en basc: Euskal Herriko Unibertsitatea), que va compaginar amb estudis de dansa contemporània. En 1992 va obtenir la llicenciatura després de realitzar estudis d'intercanvi del  Programa Erasmus en la Karl Hofer Gesellschaft de Berlín i a l'École Nationale Supérieure des Beaux-Arts (ENSBA) de Paris.
Després de graduar-se, gràcies a una beca de la Diputació Foral de Bizkaia per a la creació artística a l'estranger, es va mudar a París per a realitzar el «Mastère Spécialisé» en l'esmentada Beaux-Arts de París (nom popular a França), i també per a ampliar la seva formació com a ballarí, estada que es va prolongar fins a 1998. Durant aquest temps va entaular els seus primers contactes professionals amb l'escena artística francesa i, ja en 1995, la seva obra es va incloure en l'exposició Passions privées del Museu d'Art Modern de la Vila de París. A l'any següent, va tenir lloc la seva primera exposició individual titulada Rester a l'interieur en la galeria Chantal Crousel.
En 1997, el filòsof i comisari francès Georges Didi-Huberman va seleccionar el seu treball per a la mostra L'empreinte al Centre Pompidou de París i, uns mesos més tard, va tenir lloc la mostra Estancias en el Musée d’Art Moderne et Contemporain d'Estrasburg, la seva primera exposició individual en un museu.
El 1998, després d'abandonar la seva formació com a ballarí per dedicar-se exclusivament a les arts plàstiques, va tornar a Espanya, concretament a Barcelona, per preparar una exposició amb Cabello-Carceller a la ja desapareguda Sala Montcada, i va fixar la seva residència en aquesta ciutat des de llavors. Aquest mateix any, va exposar Hábitos en l'Espacio Uno del Museu Nacional Centre d'Art Reina Sofia de Madrid, i Mudar a la Sala Rekalde de Bilbao.
L'any 2000 se li va presentar l'oportunitat de presentar el seu treball per primera vegada en el Museu Guggenheim de Bilbao, en una exposició col·lectiva d'artistes bascos titulada La torre herida por el rayo: lo imposible como meta, comissariada per Javier González de Durana. A l'any següent, el 2001, va ser Estrella de Diego qui el va seleccionar juntament amb la també artista basca Ana Laura Aláez per representar Espanya a la XLIX Biennal de Venècia, una fita important en la seva carrera professional. Posteriorment, el 2002, la seva obra Un pedazo de cielo cristalizado, que havia ocupat l'espai central del pavelló espanyol, es va instal·lar de manera permanent al vestíbul de l'Artium Museoa, a Vitòria-Gasteiz, seguit d'una exposició retrospectiva del seu treball des del 1994 que també es va poder veure uns mesos abans al Carré d'Art-Musée d'Art Contemporain de Nîmes (França).

Durant les dècades de 2000 i 2010, el seu treball es va mostrar de forma regular a galeries i museus d'Espanya i de l'estranger, tant en exposicions individuals com col·lectives, entre les quals destaquen: Mutaciones, Palau de Cristall de Madrid (2004); Javier Pérez-Dessins, Museu de Belles Arts de Rouen (2006); Objetos del deseo, Espai Quatre, Palma (2008); Jardin interior, Galerie Claudine Papillon, Paris (2008); Lamentaciones, Claustre de la Catedral de Burgos (2009); La obra invitada: Carroña, Museu de Belles Arts de Bilbao (2017). Entre les col·lectives: Transparencias, Museu Guggenheim Bilbao, Espanya (2003); El ángel  exterminador, Palais des Beaux-Arts, Brussel·les, Bèlgica (2010); Glasstress New York, MAD Museum of Arts and Design, New York, EUA (2012); Donation Fondation Florence et Daniel Guerlain, Centre Pompidou, Paris (2013); I've Got Glass! I've Got Life!, Toyama Art Glass Museum, Japó (2015);  A Passion for Drawing, Museu Albertina, Viena,  Austria (2019), entre d'altres. 

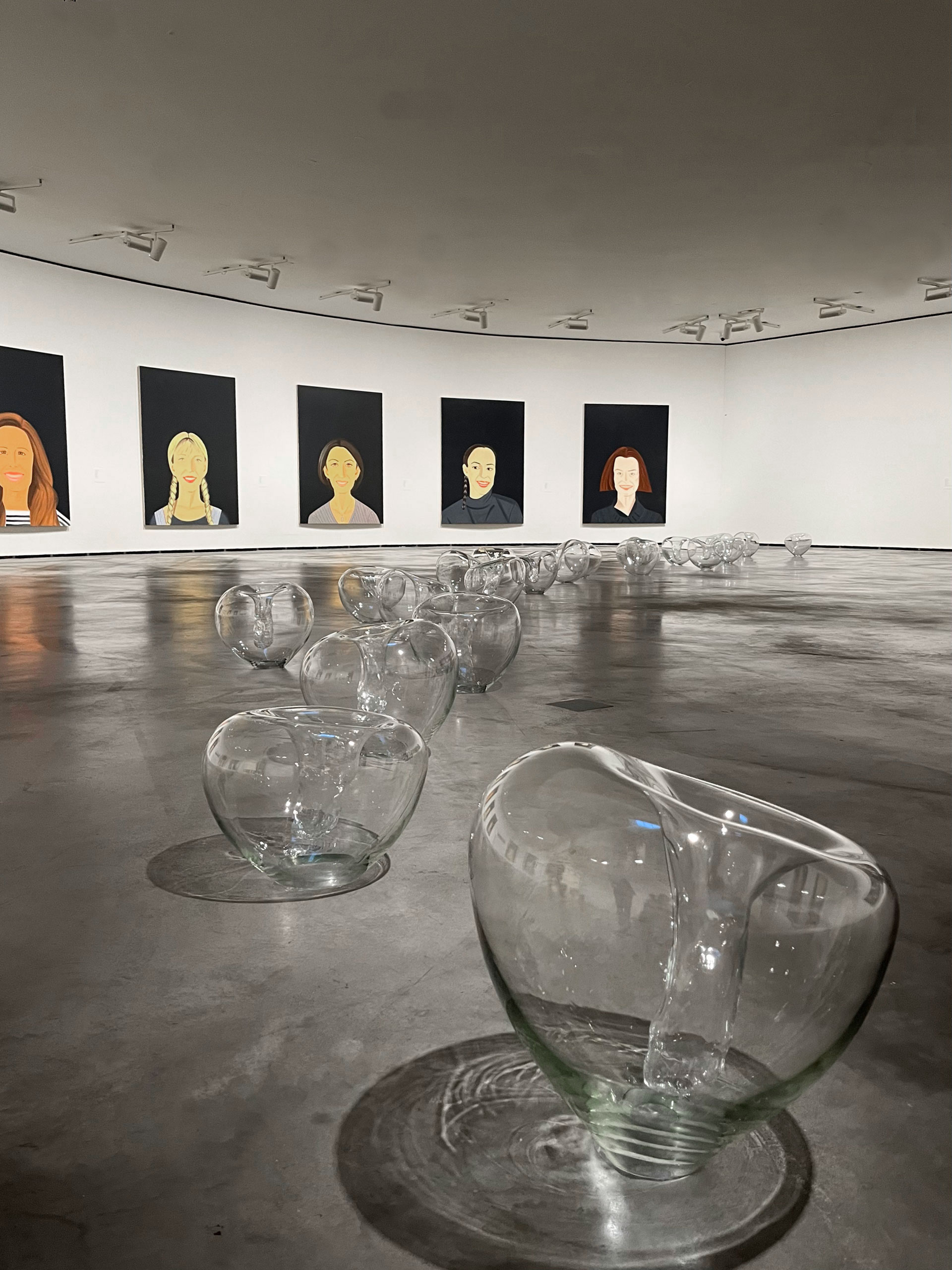
Levitas al Museu Guggenheim Bilbao 2022

En el camp de l'arquitectura, en 2007 va col·laborar amb els arquitectes Mozas-Aguirre en la seva intervenció artística permanent Pieles de luz vegetal per a l'edifici «Vital Eraikina», seu central de la Caixa Vital Kutxa a Vitòria-Gastèiz.
També són dignes d'esment els dos llibres d'artista que va editar en col·laboració amb l'escriptor i historiador de l'art espanyol Miguel Ángel Hernández-Navarro: El bebedor de llàgrimes en 2008, guardonat amb el premi d'edició Lazaro-Galdiano instituït pel Govern de Navarra, i Somnia In Somnia en 2020.
En 2022, la Sala Kubo al Kursaal de Sant Sebastià li va dedicar una exposició retrospectiva dels seus últims quinze anys titulada Presencias Ausencias. Aquest mateix any, va participar en l'exposició Sections-Intersections / 25 anys de la Col·lecció del Museu Guggenheim Bilbao, concebuda amb motiu de l'aniversari de la institució.
Javier Pérez resideix i treballa a Barcelona, on té el seu estudi-taller en una petita població del Montseny.

## Obra
Els temes centrals de la seva obra giren entorn de la condició humana i al caràcter cíclic de la vida, amb freqüents referències al cos i a altres conceptes inherents a l'existència, com la temporalitat, la fugacitat o la transformació.
És un artista polifacètic i multidisciplinari que treballa als camps de l'escultura, el dibuix, la fotografia, el vídeo, la performance o la instal·lació artística, cosa que li permet utilitzar de forma independent o conjunta aquests suports. També és digne d'esment la seva versatilitat a l'hora d'utilitzar materials,ja siguin orgànics (intestins d'animals, crineres, làtex o capolls de seda), fràgils (cristall o porcellana) o durs (bronze o marbre),  així com la utilització d'altres elements immaterials, com ara el so i el moviment, que l'autor ha fet servir de manera recurrent al llarg de tota la seva trajectòria. A tall d'exemple, cal assenyalar les obres següents: La torre de sonido (1999), Tempus Fugit (2002/2004), Lamentaciones (2007/2009), y El carrusel del tiempo (2012), entre moltes altres.

## Col·leccions públiques (selecció)
| - Artium Museoa, Vitoria-Gasteiz, Espanya - Centre Pompidou, Paris, França - Es Baluard , Palma, Illes Balears - Corning Museum of Glass, Nova York, EUA - IAACC, Museu Pablo Serrano, Saragossa, Espanya - Museo Nacional Reina Sofía,Madrid, Espanya - MOCAK, Museum of Contemporary Art, Cracòvia, Polònia | - Musée d’Art Moderne et Contemporain, Estrasburg, França - Musée Réattu, Arles, França - Museo de Bellas Artes de Bilbao, Bilbao, Espanya - Museo Guggenheim Bilbao, Espanya - Museu d’Art Jaume Morera, LLeida, Espanha - Speed Art Museum, Louisville, EUA |

## Distincions
- Premi Gure Artea 98,[51]  atorgat pel Govern Basc, Espanya  (1998)
- Premio Ojo Crítico[52] de Ràdio Nacional d'Espanya, Espanya(1998)
- Nominació: Prix de dessin Fondation Daniel et Florence Guerlain,[53] França (2007)
- Premi Ciutat de Palma «Antoni Gelabert d'Arts Plàstiques»,[54] Espanya (2008)
- Premio José Lázaro Galdiano. per l'edició de «El bebedor de lágrimas»,[55] Govern de Navarra, Espanya (2009)
- Premio Ercilla[56] mejor artista Feria FIG Bilbao, Espanya (2014)